# Алиса в реалния свят
„Алиса в реалния свят“ е български игрален, експериментален филм от 2023 година на режисьора Иван Абаджиев.
Главната героиня, Алиса, е младо момиче, което има премеждия в живота си. Докато се опитва да намери път към себе си, се сблъсква с една реалност, която не подозира, че съществува.
Филмът разглежда съзнанието на младите хора и какво е да бъдат обичани.

## Награди и участия на фестивали
- Международен фестивал „Музите“ (България, 2023)
- Montreal Shorts (Канада, 2023)
- 부산뉴웨이브단편영화제 (Южна Корея, 2023)[3][4]